# Rychlé rande
Rychlé rande (původně anglicky speed dating či speeddating) je novodobá forma seznámení, kterou vymyslel americký rabín Yaacov Deyo, který chtěl zvýšit počet židovských svateb. Tento způsob seznámení se brzy rozšířil i do ostatních sociálních skupin. Jedná se o seznámení naživo, kde se sejdou muži a ženy většinou v podobné věkové kategorii, ženy se usadí ke stolu a muži k nim přisednou. Mají vždy jen několik málo minut (obvykle 5–10) na to, aby se navzájem poznali. Po těchto několika minutách se muži přesunou k dalšímu stolu k jiné ženě. Oba si pak navzájem zhodnotí, zda si padli do oka či ne. Jakmile se všichni takto prostřídají, odevzdají výsledky pořadatelům a ti pak těm, kteří si navzájem padli do oka, předají kontakty. V České republice již funguje několik takovýchto seznamovacích agentur.